# Kontinuitet (fiktion)
Ved kontinuitet i fiktion forstås den konsistente sammenhæng mellem delene og elementerne af en historie. Originalt blev udtrykket brugt om kunst, i tilfælde hvor kunstneren malede en serie af billeder der alle havde forbindelse til hinanden. En kontinuitetsfejl er en uoverensstemmelse mellem elementerne. Dør en person i et kapitel, men lever igen senere, er det en fejl i sammenhængen mellem kapitlerne – en kontinuitetsfejl.
| Fiktion | Spire Denne artikel om en historie eller noget fiktivt er en spire som bør udbygges. Du er velkommen til at hjælpe Wikipedia ved at udvide den. |